# Tipula (Dendrotipula) hoi
Tipula (Dendrotipula) hoi is een tweevleugelige uit de familie langpootmuggen (Tipulidae). De soort komt voor in het Palearctisch gebied.